# Pisoniviricetes
Pisoniviricetes es una clase de virus ARN monocatenario positivo perteneciente al filo Pisuviricota, establecido por el ICTV para la clasificación de los virus que incluye cuatro órdenes y más de treinta familias virales.

## Taxonomía
Incluye los siguientes órdenes y familias:
- Orden Nidovirales
  - Familia Coronaviridae
  - Familia Mononiviridae
  - Familia Tobaniviridae
  - Suborden Adnidovirinae
    - Familia Abyssoviridae
    - Familia Arteriviridae
    - Familia Cremegaviridae
    - Familia Gresnaviridae
    - Familia Olfoviridae

  - Suborden Nanivirinae
    - Familia Nanghosviridae
    - Familia Nanhypoviridae

  - Suborden Mesnidovirinae
    - Familia Medioniviridae
    - Familia Mesoniviridae

  - Suborden Runidovirinae
    - Familia Euroniviridae
    - Familia Roniviridae
- Orden Picornavirales
  - Familia Caliciviridae
  - Familia Dicistroviridae
  - Familia Iflaviridae
  - Familia Marnaviridae
  - Familia Picornaviridae
  - Familia Polycipiviridae
  - Familia Secoviridae
  - Familia Solinviviridae
- Orden Sobelivirales
  - Familia Alvernaviridae
  - Familia Barnaviridae
  - Familia Solemoviridae
- Orden Yadokarivirales
  - Familia Yadokariviridae
  - Familia Hadakaviridae
  - Familia Polymycoviridae[3]